# La Cluse-et-Mijoux
La Cluse-et-Mijoux é uma comuna francesa na região administrativa de Borgonha-Franco-Condado, no departamento de Doubs. Estende-se por uma área de 22,5 km². Em 2010 a comuna tinha 1 336 habitantes (densidade: 59,4 hab./km²).